# Énergie de recul
On parle d’énergie de recul de noyaux d’atomes. Il s’agit de l’énergie cinétique qui est acquise par un noyau lors d’une interaction de diffusion élastique ou inélastique d’un ion lourd ou d’un neutron.